# Waldhambach (Pfalz)

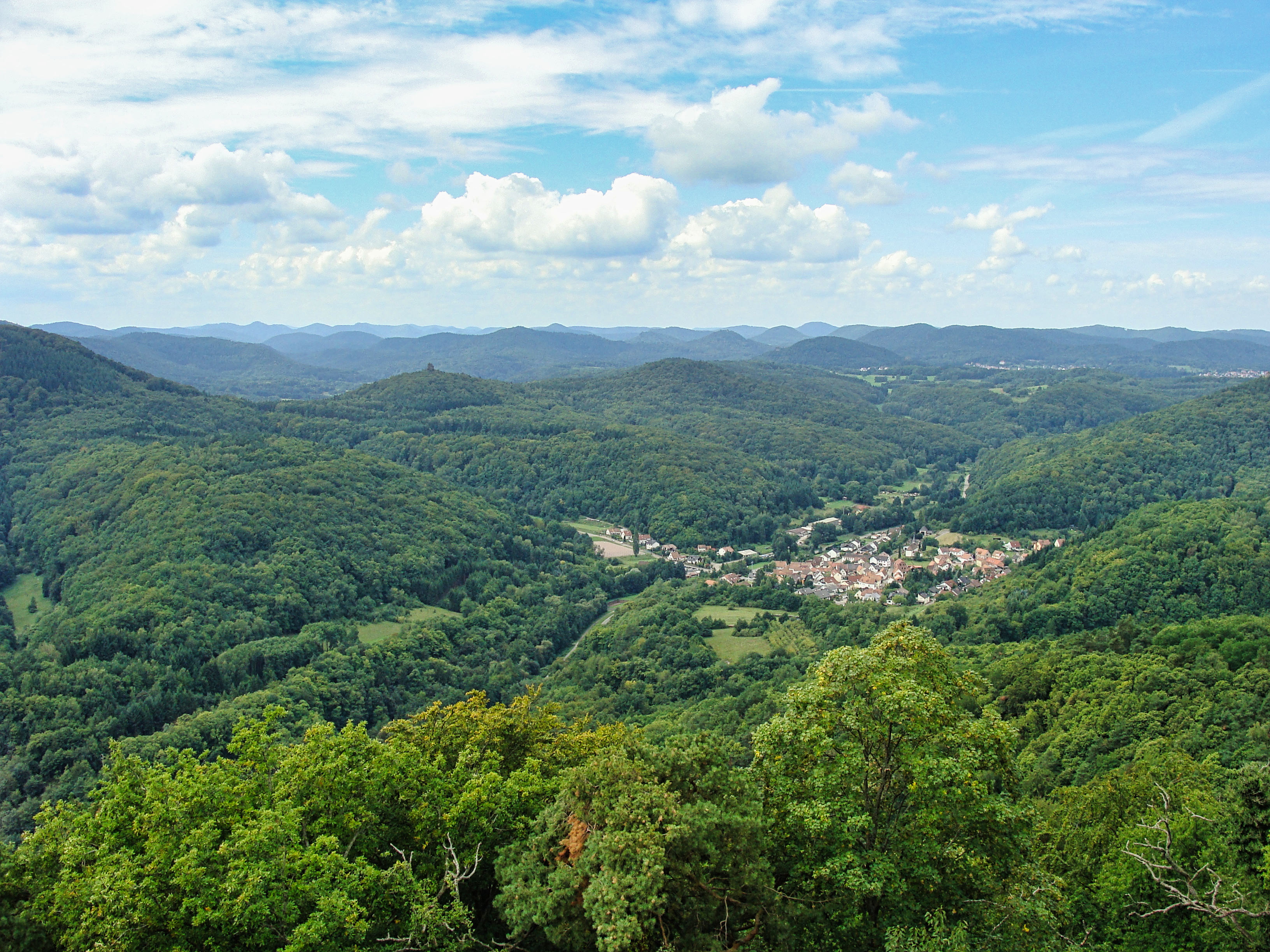
Waldhambach

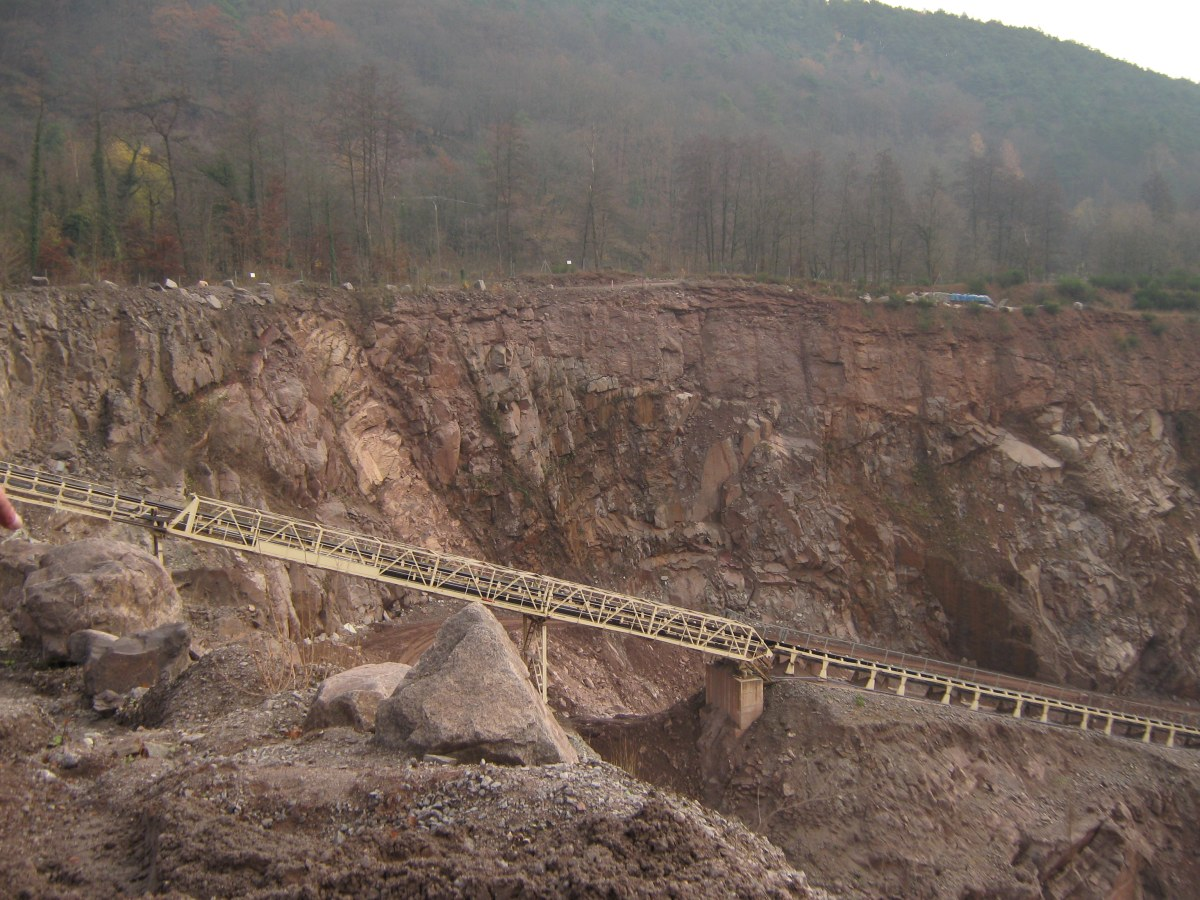
Steinbruch von Waldhambach

Waldhambach ist eine Ortsgemeinde im Landkreis Südliche Weinstraße in Rheinland-Pfalz. Sie gehört der Verbandsgemeinde Annweiler am Trifels an, innerhalb derer sie gemessen an der Einwohnerzahl die zweitkleinste Ortsgemeinde darstellt.

## Geographie

### Lage
Der Ort liegt am östlichen Rand des Wasgaus, wie der Südteil des Pfälzerwaldes auch genannt wird, zwischen Annweiler am Trifels und Bad Bergzabern. Nachbargemeinden sind – im Uhrzeigersinn – die zu Landau in der Pfalz gehörende Exklave Wollmesheimer Wald, Eschbach, Göcklingen, Klingenmünster, Münchweiler am Klingbach, Waldrohrbach und eine Exklave von Ilbesheim bei Landau in der Pfalz.

### Gewässer
Die Gemeinde wird vom Kaiserbach durchflossen, welcher als Elsenbach bei Steinweiler in den Klingbach mündet; mitten im Siedlungsgebiet mündet in diesen von links der Wolfsbach.

### Geologie
Vor Ort kommen die Gesteine Achat und Granodiorit vor.

## Geschichte
Im 13. Jahrhundert stand die Gemeinde unter der Hoheit des  Leininger Grafen Emich IV. Bis Ende des 18. Jahrhunderts gehörte Waldhambach zur Herrschaft Madenburg.
Von 1798 bis 1814, als die Pfalz Teil der Französischen Republik (bis 1804) und anschließend Teil des Napoleonischen Kaiserreichs war, war die Gemeinde in den Kanton Landau eingegliedert. 1814 wechselte sie in den Kanton Annweiler. Ein Jahr später wurde sie Österreich zugeschlagen. Bereits ein Jahr später wechselte der Ort wie die gesamte Pfalz in das Königreich Bayern. Von 1818 bis 1862 gehörte die „Wald-Hambach“ – so die damalige Schreibweise – dem Landkommissariat Bergzabern an; aus diesem ging das Bezirksamt Bergzabern  hervor.
Ab 1939 war der Ort Bestandteil des Landkreises Bergzabern. Nach dem Zweiten Weltkrieg wurde Waldhambach innerhalb der französischen Besatzungszone Teil des damals neu gebildeten Landes Rheinland-Pfalz. Im Zuge der ersten rheinland-pfälzischen Verwaltungsreform wechselte der Ort am 7. Juni 1969 in den neu geschaffenen Landkreis Landau-Bad Bergzabern, der 1978 in Landkreis Südliche Weinstraße umbenannt wurde. 1972 wurde Waldhambach der ebenfalls neu gebildeten Verbandsgemeinde Annweiler am Trifels zugeordnet. Zudem wurden die bislang zu Waldhambach gehörenden Weiler Frauenlob und Kaiserbacher Mühle in die Ortsgemeinde Klingenmünster umgemeindet.

## Bevölkerung

### Einwohnerentwicklung
Die Entwicklung der Einwohnerzahl von Waldhambach. Seit 1871 beruhen die Werte auf Volkszählungen.
| Jahr | Einwohner |
| ---- | --------- |
| 1815 | 373       |
| 1835 | 422       |
| 1871 | 392       |
| 1905 | 328       |
| 1939 | 296       |

| Jahr | Einwohner |
| ---- | --------- |
| 1950 | 313       |
| 1961 | 320       |
| 1970 | 363       |
| 1987 | 358       |
| 2011 | 362       |

### Religion
Die einst im Ort lebenden Juden wurden in Annweiler begraben.

## Politik

### Gemeinderat
Der Gemeinderat in Waldhambach besteht aus acht Ratsmitgliedern, die bei der Kommunalwahl am 9. Juni 2024 in einer Mehrheitswahl gewählt wurden, und dem ehrenamtlichen Ortsbürgermeister als Vorsitzendem.

### Bürgermeister
Stephan Platz wurde am 10. September 2024 Ortsbürgermeister von Waldhambach. Bei der Direktwahl am 9. Juni 2024 hatte er sich mit einem Stimmenanteil von 52,4 % gegen eine Mitbewerberin durchgesetzt.
Sein Vorgänger Peter Fischer (CDU) hatte das Amt seit dem 1. September 2023 ausgeübt. Nachdem der bisherige Ortsbürgermeister eine Amtsniederlegung abgekündigt hatte und für eine am 23. Juli angesetzte Direktwahl kein Wahlvorschlag eingereicht worden war, oblag die Neuwahl gemäß Gemeindeordnung dem Rat der Ortsgemeinde. Dieser entschied sich am 24. Juli einstimmig für den bisherigen Beigeordneten Peter Fischer als Ortsbürgermeister.
Fischers Vorgänger Michael Martin (CDU) hatte das Ehrenamt 2017 übernommen. Bei der Direktwahl am 26. Mai 2019 wurde er mit einem Stimmenanteil von 89,55 % für weitere fünf Jahre in seinem Amt bestätigt. Mitte Mai 2023 kündigte Martin an, sein Ehrenamt vorzeitig zum 31. August 2023 niederzulegen, wodurch eine Neuwahl erforderlich wurde. Martins Vorgänger waren Christian Burkhart (CDU, Ortsbürgermeister 2014–2017, ab 1. Januar 2018 Bürgermeister der Verbandsgemeinde Annweiler am Trifels) und zuvor Günter Foltz (CDU), der nach zehn Jahren im Amt aus gesundheitlichen Gründen nicht erneut kandidiert hatte.

### Wappen
| Wappen von Waldhambach | Blasonierung: „Durch einen von Grün und Silber geteilten Schrägwellenbalken von Silber und Blau geteilt, oben links drei bewurzelte grüne Bäume, unten rechts ein schwebendes gleicharmiges angetatztes silbernes Kreuz, darunter ein silberner Hirtenstab und eine silberne Kreuzeslanze schräggekreuzt.“ |
| Wappen von Waldhambach | |

## Kultur

### Kulturdenkmäler

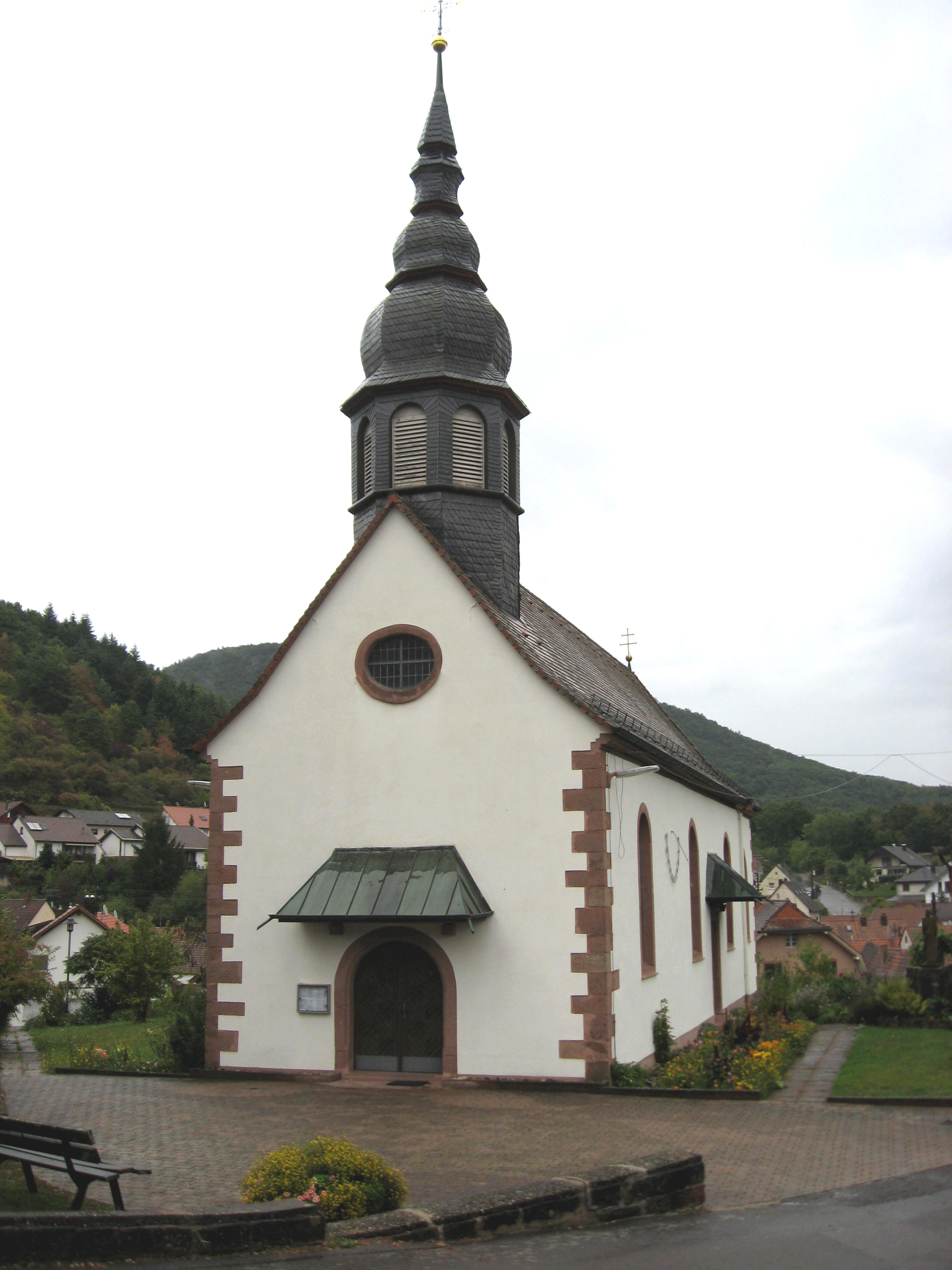
Denkmalgeschützte katholische Pfarrkirche St. Wendelin

Vor Ort befinden sich mit der katholischen Pfarrkirche St. Wendelin und zwei Wegekreuzen insgesamt drei Objekte, die unter Denkmalschutz stehen.

### Natur
Mit dem Hundsfelsen im Süden der Gemeindegemarkung kommt außerdem ein Naturdenkmal hinzu. Darüber hinaus ist die Gemeinde Bestandteil des Klettergebiets Südpfalz.

## Infrastruktur

### Wirtschaft
Aufgrund der geographischen Gegebenheiten dominierte vor Ort jahrhundertelang die Forst- und Holzwirtschaft. Im Südosten der Gemarkung befindet sich ein Steinbruch.

### Verkehr
Der Ort ist durch die B 48, erreichbar. Nächstgelegener Bahnhof ist Annweiler am Trifels. Waldhambach ist über die Buslinie 524 des Verkehrsverbundes Rhein-Neckar, die vom Pfalzklinikum über Waldrohrbach und Annweiler bis nach Albersweiler führt, an das Nahverkehrsnetz angeschlossen.

## Ehrenbürger
- Ludwig Schlink (1922–2007), Altbürgermeister
- Willi Mandery (* 1930), Altbürgermeister, verliehen 2005
- Günter Foltz (1954–2020), Altbürgermeister, verliehen 27.09.2016